# 死の島 (ラフマニノフ)
『死の島』（しのしま、Toteninsel ）作品29は、セルゲイ・ラフマニノフが1909年に作曲した交響詩。スイスの画家アルノルト・ベックリンの同名の油彩画に基づく標題音楽であるが、作曲当時のラフマニノフは原画を知らず、マックス・クリンガーの「死の島（ベックリンの原画による）」というモノクロの銅版画から霊感を得た。後に原画を見る機会を得て、予想していたより明るい色調に衝撃を受け、「これを見ていたらあの曲は書かなかっただろう」と述懐したという。

## 初演
1909年4月18日、モスクワにて作曲者の指揮により初演。

## 編成
- 木管楽器
フルート3（うち1はピッコロ持ち替え）、オーボエ2、コーラングレ、クラリネット2、バスクラリネット、ファゴット2、コントラファゴット
- 金管楽器
ホルン6、トランペット3、トロンボーン3、チューバ
- 打楽器
ティンパニ、シンバル、バスドラム
- ハープ
- 弦五部

## 構成
3/4拍子の中間部を除いて、一貫した5/8拍子の繰り返しにより、不安にうねる波と舟の漕ぎ手の動きが描写されている。コーダでは死を示唆して、他の作品でもラフマニノフが好んでしたように、グレゴリオ聖歌《怒りの日》が引用されている。